# Anni 560
Gli anni 560 sono il decennio che comprende gli anni dal 560 al 569 inclusi.

## Eventi, invenzioni e scoperte

### Europa
- 560-569: Gli anni 560 furono cruciali per la storia dell'Impero Romano d'Oriente, perché segnarono, dopo la morte di Giustiniano I, l'inizio della progressiva perdita dei territori da lui conquistati, a partire dall'Esarcato d'Italia, che nel 568 venne invaso dai longobardi, portando alla nascita del Regno Longobardo.

#### Regno Franco
- 560: Clotario I invade la Bretagna e condanna a morte il figlio Cramno, colpevole di aver tentato di spodestarlo l'anno prima. Per questo motivo il vescovo di Treviri, Nicezio, lo scomunica.
- 29 novembre 561: A causa di una febbre contratta durante una battuta di caccia nella foresta di Cotia, Clotario I muore a Compiègne. Il regno dei franchi viene nuovamente diviso fra i suoi figli. A Cariberto I tocca quello che fu il regno di Childeberto I (Neustria, Aquitania, Guascogna e Provenza), a Gontrano quello che fu il regno di Clodomiro (Burgundia), a Chilperico I quello che fu il regno di Clotario I (Nord-Ovest dell'Austrasia) e a Sigeberto I quello che fu il regno di Teodorico I (Sud-Est Austrasia).
- 566: Nel tentativo di allearsi con il regno dei visigoti, Sigiberto I sposa la principessa Brunechilde.
- 567: Morte di Cariberto I. Il suo regno viene diviso tra i fratelli.
- 568: Chilperico I sposa Fredegonda.

#### Impero romano d'Oriente
- 14 novembre 565: Giustiniano, nel suo palazzo a Costantinopoli, muore di vecchiaia all'età di 83 anni. Vedovo di Teodora, morta di cancro nel 548, non aveva nessun figlio e non aveva nemmeno lasciato disposizioni per la successione, ma il ciambellano Callinico, presente al momento della sua morte, disse che prima di spirare Giustiniano aveva indicato il nipote Giustino II come suo erede.
- 15 novembre 565: Giustino II diventa imperatore dell'Impero romano d'Oriente. Nei suoi primi giorni di regno si impegna per pagare i debiti causati dalle guerre combattute dallo zio, Giustiniano, e proclama la tolleranza religiosa universale. Tuttavia, durante il suo regno inizia la progressiva perdita dei territori riconquistati.
- 2 aprile 568: I Longobardi, nomadi provenienti dalla Scandinavia, iniziano un'invasione su larga scala dell'Italia.

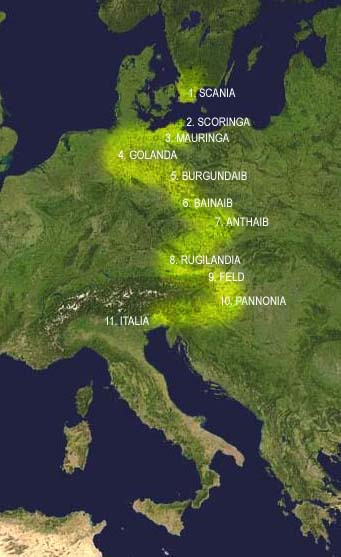
Migrazione del popolo longobardo, a partire dalla Scandinavia fino alla Penisola Italiana

#### Regno Longobardo
- 568 - Invasione longobarda: I Longobardi, guidati dal re Alboino, invadono l'Italia. Nasce il Regno longobardo.
- 569: Milano, Aquileia, Vicenza, Verona e Cividale del Friuli vengono conquistate dai Longobardi e sottratte all'Esarcato d'Italia.

#### Regno dei Visigoti
- 567: Morte di Atanagildo. Liuva I diventa re dei Visigoti.

### Altro

#### Religione
- 2 marzo 561: Morte di Papa Pelagio I.
- 17 luglio 561: Diventa papa Giovanni III.

## Personaggi
- Giustiniano I, imperatore bizantino
- Giustino II, imperatore bizantino, successore di Giustiniano
- Alboino, re dei longobardi
- Clotario I, re dei franchi